# 羅伯特·泰勒 (1963年)
羅伯特·約翰·泰勒 OAM（1963年—），澳大利亞男演員。時常出演澳大利亞、英國和美國的電影和電視劇，以在A&E和Netflix電視劇《西镇警魂》（2012年至2017年）中主演華特·朗米爾而聞名。在電影圈，他曾出演《駭客任務》（1999年）中的瓊斯探員（Agent Jones）。

## 早期生活
羅伯特·泰勒出生於維多利亞州墨尔本。9歲時父母離異，他搬到西澳大利亞州的一座礦業小鎮與姑姑和叔叔住在一起。他十幾歲時當過礦工，後來的工作包括救生員和保鑣。曾三度上大學。
21歲時，泰勒到印度洋的一座石油平台工作。直到他的船與另一艘相撞並在澳大利亞西海岸沉沒，但與兩名船員乘救生艇逃脫 。泰勒斷了胳膊和肋骨，在醫院養傷時，看到了珀斯戲劇學校西澳表演藝術學院的試鏡廣告；24歲時成功錄取。

## 個人生活
泰勒於2017年娶了製片人艾伊莎·戴維斯為妻，他們有一個女兒，名叫史嘉蕾（Scarlet）。他在聖基爾達和人共同創立了一個農貿市場和社區花園——。

## 外部連結
- Robert Taylor在互联网电影资料库（IMDb）上的資料（英文）
- 羅伯特·泰勒在TV Guide